# Henry Kinney
Pour les articles homonymes, voir Kinney.
Henry Lawrence Kinney, né le 3 juin 1814 et mort le 3 mars 1862, est un politicien américain, officier de l'armée et plus tard un flibustier connu pour avoir fondé ce qui allait devenir la ville de Corpus Christi au Texas.
Né en Pennsylvanie, Kinney s'installe au Texas en 1838, près de Brownsville. Il a servi dans les deux chambres de la législature du Texas. Il a été tué dans une fusillade au Mexique en 1862. Le comté de Kinney porte son nom.

## Corpus Christi
En 1841, Kinney commence à faire du commerce et de l'élevage près de l'actuel Corpus Christi au Texas, sur un site appelé Old Indian Trading Grounds. En 1844, à San Antonio, il participe à un concours d'équitation / tir incluant des Rangers du Texas, des Comanches et des vaqueros mexicains. Le ranger John McMullen a reçu le premier prix et Kinney, le deuxième prix. Il était un cavalier noté et a gardé quelques-uns des meilleurs chevaux de l'État. Il a participé à plusieurs escarmouches contre les Comanches qui ont souvent attaqué la région de Corpus Christi. Il a été élu sénateur du neuvième congrès du Texas et a siégé à la convention de 1845.
Au début de la guerre américano-mexicaine, il fait partie du personnel de campagne du général James Pinckney Henderson qui faisait campagne dans le nord du Mexique. À la fin de la guerre, il est retourné dans la région de Corpus Christi et a poursuivi ses activités commerciales. Kinney a fondé Corpus Christi en tant que Rancho de Kinney et a également créé Nuecestown, qui est maintenant une ville fantôme dans les limites de la ville de Corpus Christi.

## Flibustier au Nicaragua
En 1854, largement financé par les partisans de New York, Kinney acheta des millions d'acres de terres au Nicaragua dans des conditions juridiques douteuses dans le but de créer une colonie. Cette pratique, connue sous le nom d’obstruction systématique, était populaire dans les années qui ont précédé la guerre civile américaine, à la fois comme moyen d’exécuter le soi-disant destin manifeste de la nation et, dans certains cas, comme une tactique pour élargir le territoire américain où l’esclavage était autorisé. La domination britannique sur la côte est de l'Amérique centrale - la côte de Miskito ou Mosquito - a également alimenté l'appui populaire pour les filibusters américains. En février 1855, Kinney fut averti que son projet de colonie pourrait violer le US Neutrality Act de 1794. En avril, son ami Joseph W. Fabens et lui-même ont été arrêtés à New York et leur navire bloqué par la marine américaine à son quai d'East River. Libéré sous caution, Kinney quitte New York et se rend au Nicaragua.
Le 17 août, Kinney a écrit à un ami : « Je suis enfin en Amérique centrale avec 100 hommes et plus. C'est un endroit magnifique et doit être le principal du monde. Ma force sera augmentée dans trois semaines à 2 000 hommes, lorsque je remonterai du pays. J'ai une plus grande marge de manœuvre que celle de Corpus Christi et le résultat de mes entreprises en Amérique centrale est difficile à imaginer. »
Les partisans de Kinney l'ont élu gouverneur. Par sa propre autorité, il pourrait former des armées et établir la loi martiale. Il a nommé un cabinet, créé son propre drapeau Mosquito et un journal appelé The Central American. Avec une poignée de partisans, il a déclenché une révolte manquée contre le gouvernement nicaraguayen et le régime de son compatriote américain William Walker, une obstruction plus aboutie qui, après avoir soutenue les démocrates contre les légitimistes dans la guerre civile nicaraguayenne, a pris le pouvoir. Contré à la fois par les gouvernements américain et nicaraguayen, ainsi que par le magnat de l'expédition Cornelius Vanderbilt , Kinney abandonna bientôt son rêve. En février 1856, Walker, l'actuel chef de l'État, annexa toute la côte des Mosquitos, y compris le domaine de Kinney, au Nicaragua.

## Guerre séminole
Kinney a commencé à utiliser le titre Colonel après avoir prétendu l'avoir mérité pendant la guerre des Séminoles en Floride, mais rien n'indique qu'il ait pris part à ce conflit. l a peut-être été inspiré par le colonel Walker, qui est devenu général lorsque son accession au pouvoir l'a nommé commandant en chef des forces armées du Nicaragua.